# Милан Гулић
Милан Гулић (Задар, 26. фебруар 1985) српски је историчар.

## Образовање и каријера
Похађао је основне школе „Ћирило и Методије“ у Бенковцу (1991–1995) и „Карађорђе“ у Тополи (1995–1999), а затим Гимназију „Милош Савковић“ у Аранђеловцу, истурено одјељење у Тополи (1999–2003). Студирао је на Одјељењу за историју Филозофског факултета Универзитета у Београду (2003–2008), а дипломски рад на тему Моша Пијаде и уставно уређење југословенске државе 1945–1946. одбранио је 29. септембра 2008. године и стекао звање дипломираног историчара. На Катедри за историју Југославије Филозофског факултета у Београду уписао је докторске академске студије у школској 2008/2009. години. Као стипендиста Министарства науке и технолошког развоја Републике Србије сарађивао је на научном пројекту Балканолошког института САНУ (2009–2012). Докторску дисертацију Дунав у југословенској политици према Совјетском Савезу (1944–1953) одбранио је 28. новембра 2012. године и стекао звање доктора историјских наука. Од 1. марта 2013. ради у Институту за савремену историју у Београду, најприје као истраживач-приправник, а од новембра исте године као научни сарадник.
Звање вишег научног сарадника добио је у јуну 2018. године. Члан је Управног одбора и замјеник предсједника Научног вијећа Института за савремену историју, члан Стручног савјета Музеја жртава геноцида и члан-сарадник Матице српске. У центру његових научних интересовања налазе се српско-хрватски односи у 20. вијеку, као и положај Срба у хрватској држави, што у раздобљима када је била самостална, што у периодима када је представљала саставни дио неког већег државног организма (аустроугарског или југословенског). У проучавању тог проблема нарочито је фокусиран на распад Социјалистичке Федеративне Републике Југославије и Грађански рат у Хрватској 1991–1995. године. Осим тога, значајну пажњу је посветио и дунавском проблему, којег прати у дужем временском периоду – од друге половине 19. вијека, па до почетка 21. вијека. Стални је сарадник на изради Српске енциклопедије и Српског биографског речника. Своје истраживачке резултате презентовао је на научним конференцијама и скуповима у земљи и иностранству, а чланке и расправе објављује у домаћим и иностраним часописима, као и у зборницима радова међународног и националног значаја.

## Дјела

### Књиге
- Краљевина Југославија и Дунав. Дунавска политика југословенске краљевине 1918–1944, Београд: Институт за савремену историју, 2014.
- Бокељи на страни Србије у Првом свјетском рату, Херцег Нови: Српско просвјетно-културно друштво Просвјета, 2015.
- Од Батине до Галца. Дунав у југословенској политици према Совјетском Савезу 1944–1953, Београд: Институт за савремену историју, 2015.
- Страдања мостарских Срба у Независној Држави Хрватској 1941–1945, Београд: Свет књиге, 2018.

### Чланци и поглавља
- Команда речне пловидбе – управа ријечним саобраћајем у завршној фази Другог свјетског рата (1944–1945), Војноисторијски гласник, 2/2011, 180–190.
- Југословенске дипломате и службеници на Дунаву у вријеме сукоба Југославије са Информбироом, у: Југословенска дипломатија 1945–1961, Зборник радова (ур. Слободан Селинић), Београд: Институт за новију историју Србије, 2012, 159–173.
- Стварање Ђердапске речне управе 1953. године као један од првих знакова промјене у односима Југославије и совјетског блока, Архив, 1–2/2012, 142–157.
- Важност Дунава и Ђердапа у ратним операцијама на подручју Југославије 1941–1944, Историја 20. века, 3/2012, 39–62.
- Завршетак Другог свјетског рата и питање повраћаја југословенског ријечног бродовља, Војноисторијски гласник, 2/2012, 88–109.
- Војска Крајине лист Главног штаба Српске војске Крајине, у: Грађански рат у Хрватској 1991–1995, IX, Зборник радова (ур. Милојко Будимир), Београд: Удружење Срба из Хрватске; Српско културно друштво Зора, 2013, 257–279.
- Београдска дунавска конференција 1948. године, Токови историје, 1/2013, 173–202.
- Синиша Станковић и Други свјетски рат, у: Интелектуалци и рат 1939.–1947. Зборник радова с међународног скупа Десничини сусрети 2012., I, (ур. Драго Роксандић, Ивана Цвијовић Јаворина), Загреб: Центар за компаративнохисторијске и интеркултурне студије, Филозофски факултет, Свеучилиште у Загребу, 2013, 251–264.
- Тридесет година часописа Историја 20. века 1983–2013, Историја 20. века, 2/2013, 219–231.
- Одјек балканских ратова у Далмацији, у: Балкански ратови 1912/1913: нова виђења и тумачења, Зборник радова са међународног научног скупа (ур. Срђан Рудић, Миљан Милкић), Београд: Историјски институт; Институт за стратегијска истраживања, 2013, 353–377.
- Мјешовита југословенско-совјетска друштва случај ЈУСТЕ, Историја 20. века, 1/2014, 143–163.
- Штампа политичких странака у вријеме распада Југославије. Примјер Српских новина из Книна, у: Грађански рат у Хрватској 1991–1995, X, Зборник радова (ур. Милојко Будимир), Београд: Удружење Срба из Хрватске; Српско културно друштво Зора, 2014, 225–243.
- Др Урош Круљ: љекар и политичар, у: Историја медицине, фармације, ветерине и народна здравствена култура, IV, Зборник радова са научно-стручног скупа (ур. Надежда Педовић), Зајечар: Историјски архив Тимочка крајина, 2014, 61–72.
- Дунав као Берлински зид истока: репресија, пропаганда и пријетња на обалама ријеке током сукоба Југославије са земљама Информбироа, ин: Полска и Југосłаwиа w стосункацх миęдзyнародоwyцх по II wојние śwиатоwеј: релацје wиелостронне и wиелопозиомоwе (под редакцјą Момчило Павловициа, Андрзеја Заћмиńскиего), Бyдгосзцз: Инстyтут Хистории и Стосункów Миęдзyнародоwyцх Униwерсyтету Казимиерза Wиелкиего; Институт за савремену историју 2014, 28–46.
- Питање Ђердапа између два свјетска рата, Токови историје, 1/2014, 175–199.
- Формирање здравственог система Републике Српске Крајине, у: Историја медицине, ветерине, фармације и народна здравствена култура, V, Зборник радова са научно-стручног скупа (ур. Надежда Педовић), Зајечар: Историјски архив Тимочка крајина, 2014, 167–182.
- Ријека Сава у југословенским плановима о проширењу мреже унутрашњих пловних путева, у: Ријека Сава у повијести, Зборник радова знанственог скупа одржаног у Славонском Броду 18–19. листопада 2013. (ур. Бранко Остајмер), Славонски Брод; Хрватски институт за повијест – Подружница за повијест Славоније, Сријема и Барање, 2015, 479–503.
- Односи између Краљевине СХС/Југославије и Републике Пољске (1919–1939). Поглед из Београда, у: Југословенско-пољски односи у XX веку, Зборник радова (ур. Момчило Павловић, Андрзеј Заћмиńски, Драгомир Бонџић), Београд: Институт за савремену историју, Институт за историју и међународне односе, 2015, 55–73.
- Милан Симоновић Ћаба. Политичка биографија, Жупски зборник, 9/2014, 51–75.
- Бока и Бокељи у Првом свјетском рату 1914–1918., у: Срби и Први светски рат 1914–1918, Зборник радова са међународног научног скупа одржаног 13–15. јуна 2014. (ур. Драгољуб Р. Живојиновић), Београд: Српска академија наука и уметности, 2015, 523–539.
- Далмација у освит Великог рата, у: Први светски рат, Србија, Балкан и велике силе, Зборник радова са међународног научног скупа (ур. Срђан Рудић, Миљан Милкић), Београд: Историјски институт; Институт за стратегијска истраживања 2015, 427–452.
- Др Јован Рашковић – научни и стручни допринос, у: Историја медицине, фармације, ветерине и народна здравствена култура, VI, Зборник радова са научно-стручног скупа (ур. Надежда Педовић), Зајечар: Историјски архив Тимочка крајина, 2015, 125–135. (коауторски рад са Небојшом Гулићем)
- Од Косова до Косова: Видовданске прославе на далматинском Косову као спона између Срба у Далмацији и Косова и Метохије, у: Косово и Метохија у контексту балканских народа и држава, II, Тематски зборник од водећег националног значаја (ур. Срђан Словић), Приштина/Лепосавић: Институт за српску културу, 2016, 65–93.
- Далматинска јавност и сарајевски атентат, Историја 20. века, 1/2016, 31–54.
- Гулић, Милан (2016). „Проглашење Републике Српске Крајине: У сјенци Венсовог плана”. Грађански рат у Хрватској (1991-1995): Зборник радова. 11-12. Београд: Удружење Срба из Хрватске. стр. 274—337.
- Yugoslav authorities and construction of the Iron Gates hydroelectric power plants, Tibiscum, 5/2015, 511–528.
- Jugosłowiańska emigracja kominformowska w Polsce, in: Polska i Jugosławia po II wojnie światowej (pod redakcją Momčilo Pavlovicia, Nebojšy Stamboliji, Andrzeja Zaćmińskiego), Bydgoszcz: Instytut Historii i Stosunków Międzynarodowych Uniwersytetu Kazimierza Wielkiego; Institut za savremenu istoriju, 2016, 154–168, 443, 457–458.
- Далматинска јавност и слом Краљевине Србије, у: Век српске голготе 1915–2015., Тематски зборник међународног значаја (ур. Урош Шуваковић), I, Историја (ур. Далибор Елезовић), Косовска Митровица: Филозофски факултет, 2016, 215–235.
- Кнежевина/Краљевина Србија и питање уређења Ђердапа, Историјски часопис, LXV/2016, 249–276.
- Југословенско-совјетска мјешовита друштва – од наде до разочарања, у: Србија и Русија 1814–1914–2014, Зборник радова са међународног научног скупа (ур. Михаило Војводић), Београд: Српска академија наука и уметности, 2016, 307–329.
- Ослобођење Смедерева и околине 1918. године, Војноисторијски гласник, 2/2016, 49–65.
- Сенат Краљевине Југославије 1932–1941, у: Сенатори Краљевине Југославије. Биографски лексикон (ур. Момчило Павловић, Небојша Стамболија, Милан Гулић), Београд: Институт за савремену историју; Хрватски институт за повијест; Друштво историчара Србије Стојан Новаковић, 2016, 5–36. (коауторски рад са Момчилом Павловићем и Небојшом Стамболијом)
- Краљевина Југославија у Међународној дунавској комисији 1920–1940., у: Краљевина Југославија у Међународној дунавској комисији 1920–1940, Каталог изложбе (аут. Јелена Ђуришић), Београд: Архив Југославије, 2016, 5–10.
- Краљ Александар у Далмацији 1925. и 1929., у: Карађорђе и његово наслеђе у српској историји, Тематски зборник радова (ур. Коста Николић, Југослав Тодоровић, Предраг Георгијев), Београд/Велика Плана: Центар за културу Масука; Дом културе Влада Марјановић; Институт за савремену историју, 2017, 201–225.
- Југословенске краљевске дипломате у Пољској 1919–1939., у: Југославија и Пољска у XX веку, Међународни тематски зборник радова са конференције Југословенско-пољски односи у XX веку (ур. Момчило Павловић, Андрзеј Заћмиńски, Паwеł Wаwрyсзук), Београд: Институт за савремену историју; Институт за историју и међународне односе; Друштво историчара Србије Стојан Новаковић 2017, 53–74.
- Gulić, Milan (2017). „Diplomatija u predvečerje Oluje. Zapisnik razgovora Milana Martića i Alvara de Sota u Kninu 8. jula 1995.” (PDF). Istorija 20. veka. 35 (2): 173—186.
- Dalmatia in 1915, in: The Great War in 1915, (ed. Dalibor Denda, Mario Christian Ortner), Belgrade: Heeresgeschichtliches Museum/Militärhistorisches Institut; Strategic Research Institute, 2017, 190–209.
- Кристо Доминковић: Дубровчанин у вртлогу Великог рата, у: Елите у Великом рату, Зборник радова са међународног саветовања (ур. Мирослав Јаћимовић, Владимир Иванишевић, Ивана Петровић), Нови Сад: Архив Војводине, 2017, 123–143.
- Гулић, Милан Н. (2017). „Последњи дани Крајине: Република Српска Крајина између Бљеска и Олује” (PDF). Војно дело. 69 (2): 436—466.
- Yugoslav seamen during World War II, in: Allied seafarers in the Second World War (ed. Bjørn Tore Rosendahl), Oslo: Cappelen Damm Akademisk, 2018, 199–226.
- Лујо Ловрић као симбол страдања добровољаца у Великом рату, у: Добровољци у Великом рату 1914–1918, Зборник радова (ур. Срђан Рудић, Далибор Денда, Ђорђе Ђурић), Београд: Историјски институт; Институт за стратегијска истраживања; Матица српска, 2018, 279–303.
- Земјотресот во Скопје 1963: првите реакции на југословенското државно и партиско раководство, у: Врските меѓу Р. Македонија и Р. Србија низ вековите и денес, Зборник на трудови од меѓународна научна конференција, одржана на 19 и 20 мај 2017 г. во Битола, Битола: Конзулат на Република Србија во Република Македонија 2018, 375–391.
- Polski Batalion UNPROFOR w postrzeganiu lokalnej ludności w Republice Serbskiej Krajiny 1992–1995, in: Polska i Jugosławia w XX wieku. Polityka - społeczeństwo - kultura (pod redakcją Momčilo Pavlovicia, Pawła Wawryszuka, Andrzeja Zaćmińskiegao), Bydgoszcz: Instytut Historii i Stosunków Międzynarodowych Uniwersytetu Kazimierza Wielkiego; Institut za savremenu istoriju, 2018, 106–125, 461–462, 481–482.
- Политички представници далматинских Срба у вријеме Краљевине СХС/Југославије, у: Југославија – између уједињења и разлаза. Хрватско-српски односи у контексту друштвеног развоја две Југославије 1918–1991 (ур. Бојан Б. Димитријевић, Марио Јареб), Београд/Загреб: Институт за савремену историју; Хрватски институт за повијест, 2018, 35–66.
- 70 година Београдске конвенције. Београдска дунавска конференција као прекретница у историји дунавског питања, у: 70 година Београдске конвенције, Каталог изложбе (аут. Јелена Ђуришић, Гордана Каровић, Милан Гулић), Београд: 4СЕ, 2018, 5–51.
- Кордун у рату 1991–1995., у: Кордун: од војне границе до Републике Српске Крајине 1881–1995. (ур. Момчило Павловић), Београд: Институт за савремену историју, 2018, 495–684.
- Добровољци из Боке Которске у ратовима за ослобођење и уједињење (1912–1918), Добровољачки гласник, 51/2018, 29–38.
- Далматински Срби у Србији Карађорђевића: неколико примјера, у: Од Карађорђа до Версајског мира, Тематски зборник радова (ур. Предраг Георгијев, Југослав Тодоровић, Милан Гулић), Велика Плана: Центар за културу Масука; Дом културе Влада Марјановић; Институт за савремену историју, 2019, 45–78.
- Дејства Јадранских трупа српске војске и ослобођење Боке Которске 1918. године, у: Будва у Великом рату – историја, предање, сјећања, Зборник (ур. Предраг Зеновић, Станка Станојевић), Будва: ЈУ Народна библиотека Будве, 2019, 37–58.
- Ђердапска речна управа, у: Пинус записи, IX–X, Дунавом кроз Ђердапску клисуру, Зборник радова са научног скупа Историја пловидбе Ђердапском клисуром одржаног 27. и 28. септембра 2016. у Музеју науке и технике (ур. Гордана Каровић), Београд: Музеј науке и технике, 2019, 141–179.
- Дунав и аустроугарски рат против Србије 1914–1918., у: Смедеревски крај и Подунавље кроз историју, Зборник радова (ур. Александар Кадијевић, Светозар Бошков, Борис Стојковски), Смедерево/Нови Сад: Центар за историјска истраживања, Одсек за историју, Филозофски факултет, Универзитет у Новом Саду; Историјски архив у Смедереву, 2019, 101–127.
- Политичке и економске прилике у Невесињу између два свјетска рата, у: Невесиње: монографија (ур. Светко Ковач), Невесиње: Општина Невесиње; Удружење Невесињаца у Београду, 2019, 83–89.
- Невесиње у Другом свјетском рату, у: Невесиње: монографија (ур. Светко Ковач), Невесиње: Општина Невесиње; Удружење Невесињаца у Београду, 2019, 103–121.
- Одбачени и заборављени: Срби из Хрватске као страдалници у рату 1991–1995., у: Ратни злочини над Србима у Хрватској 1991–1995. Ратни злочини над Србима на Косову и Метохији 1998–2004. (прир. Драган Пјевач, Душко Челић), Београд: Координација српских удружења породица несталих убијених и погинулих лица са простора бивше Југославије, 2019, 11–15.
- Ступање српске војске на подручје Далмације 1918. године, у: Крај Великог рата – пут ка новој Европи, Зборник радова (ур. Александар Растовић, Миљан Милкић), Београд: Историјски институт, Институт за стратегијска истраживања, 2020, 37–58.
- Рад Анкетног одбора за извиђај побуне у окрузима: Топличком, Врањском и Нишком 1917. године, Војноисторијски гласник, Посебно издање Први светски рат – 100 година касније/2019, 248–272. (коауторски рад са Александром Лукићем)
- Епархија захумско-херцеговачка у вријеме владике Јована Илића (1926–1931), у: Осам вијекова светосавља у Херцеговини. Ћоровићеви сусрети 2020. године, научни скуп историчара, Зборник радова (ур. Драга Мастиловић), Гацко: Српско просвјетно и културно друштво Просвјета, 2020, 341–354.
- Српски добровољци и Солунски фронт, Историјски часопис, LXIX/2020, 401–442.
- Gulić, Milan (2021). „Paralelna vlada Riste Matkovića 1992. Prilog proučavanju političkih sukoba u Republici Srpskoj Krajini” (PDF). Istorija 20. veka. 39 (1): 153—174.
- Штампана гласила у Републици Српској Крајини, у: Савремено стање идентитета крајишких Срба, Зборник радова, Нови Сад: Матица српска, 2021, 63–96.
- Ступање српске војске на подручје Срема, Славоније и Барање новембра 1918. године, у: Први светски рат на јужнословенском простору и стварање Краљевства Срба, Хрвата и Словенаца, Зборник радова са научног скупа одржаног у Вуковару 9. и 10. новембра 2018. године (ур. Вељко Максић), Вуковар: Српски културни центар, 2021, 125–154.
- Gulić, Milan (2021). „The birth of the Republic of Serb Krajina”. Repeating history 1941-1991? Two break-ups of Yugoslavia as repeated history? Serbian perspectives. Belgrade: Institute for Contemporary History. стр. 301—324.
- Поново у ратној зони: Дунавска комисија и пловидба Дунавом у вријеме оружаних сукоба и политичких промјена у Европи 1990–1999., у: Дунав у хрватској повијести и култури, Зборник радова знанственог скупа с међународним судјеловањем одржаног у Славонском Броду и Вуковару 10.–12. листопада 2018. (ур. Јосип Парат), Славонски Брод: Хрватски институт за повијест – Подружница за повијест Славоније, Сријема и Барање, 2021, 399–431.
- I serbi di Krajina e la fine della Jugoslavia socialista: dalla proclamazione della Repubblica alla disfatta militare (1990–1995), Rivista di Studi Politici, 2–3/2021, 97–133.
- Настанак српских културних друштава Зора и Сава Мркаљ (1989–1990) и њихово дјеловање у Републици Српској Крајини (1991–1995), у: Југославија – између уједињења и разлаза, Ⅱ, Институције југословенске државе као огледало српско-хрватских односа 1918–1991., ур. Бојан Б. Димитријевић, Хрвоје Чапо, Београд/Загреб: Институт за савремену историју, Хрватски институт за повијест, 2022, 197–216.
- Епархија захумско-херцеговачка у југословенској држави (1918–1992), у: Историја Епархије захумско-херцеговачке и приморске: поводом 800 година од утемељења, ур. Милан Гулић, Београд/Мостар/Требиње: Видослов; Епархија захумско-херцеговачка и приморска 2022, 345–442.
- Разрушения дунайских мостов в Югославии в ⅩⅩ в., Центральноевройские исследования, 5(14)/2022, 80–106.